# Palais présidentiel d'Abidjan
Le palais présidentiel d'Abidjan est la résidence officielle du président de la république de Côte d'Ivoire. Situé à Abidjan, il partage cette fonction avec le palais présidentiel de Yamoussoukro, nouvelle capitale administrative du pays depuis 1983. Il est l'œuvre  de l'architecte Pierre Dufau assisté de Jean-Maurice Lafon.

## Histoire
Construit à la demande du président-fondateur de la république de Côte d'Ivoire Félix Houphouët-Boigny au moment de l'indépendance du pays, le palais est inauguré en 1961.
Il est construit dans le quartier du Plateau, avec de nombreuses vues sur la lagune Ébrié, et comporte plusieurs bâtiments : le palais proprement dit, la résidence privée du président et les cabinets ministériels.
La décoration a été confiée à de nombreux artistes réputés dont entre autres : Bernard Buffet pour les peintures, René Collamarini pour les sculptures extérieures, Louis Dideron pour les sculptures intérieures, Jean Lurçat pour les tapisseries.
Un nouveau palais présidentiel est construit à Yamoussoukro, lors du transfert de la capitale ivoirienne en 1983. Cependant, le palais présidentiel d'Abidjan demeure de fait la résidence du chef de l'État ivoirien.
Lors de la crise ivoirienne de 2010-2011 le palais présidentiel en partie détruit, doit subir des réparations pendant plusieurs semaines pour pouvoir accueillir le nouveau président, Alassane Ouattara. En avril 2011, l'Intendance du palais présidentiel est alors confiée à Olivier Payet.